# Banksia grossa
Банксія велика (лат. Banksia grossa) — вид куща родини протейних (Proteaceae), ендемік Південно-Західної Австралії. Це один із чотирнадцяти видів банксій серії Abietinae, всі з котрих мають переважно циліндричні або овальні суцвіття. Зібрана 1965 року та вперше науково описана 1981 року Алексом Джорджем. Товсте листя і велике насіння рослини відрізняють її від інших представників Abietinae, чим й означили її видову назву.
Проростає на піску або латериті серед пустищ між поселеннями Енеабба і Бадґінґарра штату Західна Австралія. Росте у вигляді куща з безліччю стебел до 1 м заввишки, з вузьким листям і овальним коричневим квітковим колоссям до 10 см завдовжки, що складається із сотень окремих квіток. Цвітіння відбувається у прохолодніші місяці із березня по вересень. У квітконосах розвиваються дерев'янисті листянки із насінням усередині. У випадку лісової пожежі банксія велика відростає зі свого ліґнотубера (дерев'янистий коренеплід); лісові пожежі після свого згасання також сприяють викиду насіння. Відвідувачами (і, ймовірно, запилювачами) суцвіття є комахи та нічні ссавці, як-то білохвостий дунарт.

## Опис
Банксія велика росте у вигляді густого чагарника, зазвичай висотою від 0,7 до 1 м, а іноді й до 1,5 м. Її численні стебла піднімаються з дерев'янистого коронеплода. Молоді стебла вкриті пухнастими ворсинами, а старі стебла вкриті лускатою блідо-коричневою корою. З черешків від 3 до 5 мм завдовжки виходить м'ясисте листя голчастої подоби. Хоча листя має довжину від 4 до 12 см і ширину всього від 2 до 3 мм, проте є товщим, аніж в інших представників серії Abietinae. Краї листка суцільні, без зубців і загорнуті, а його верхня поверхня у молодому віці слабоворсиниста, але з часом стає пласкою. Нові листки з'являються навесні і на початку літа.

### Квіткування
Квітки банксії великої відповідають питомим для роду Banksia: суцвіття зі сотень маленьких окремих квіток, щільно запакованих навколо дерев'янистого циліндричного стебла. У банксії великої це стебло має 5–7 см завдовжки при поперечнику 0,7–0,9 см, від нього квіти розходяться на 8–9 см в сторони. Квітки від іржаво-коричневого до золотаво-коричневого кольору і складаються з опушеної трубчастої оцвітини довжиною 3,4–4,5 см, яка розкривається в міру дозрівання (цвітіння), вивільняючи маточки від темно-червоного до пурпурового кольору. Маточки довжиною 3,8–4,8 см заходять за оцвітину і вигнуті на кінці. Квітконоси виникають з коротких товстих пагонів, що відходять від великих стебел, утім деякі квітконоси є верхівковими (розташовані на кінцях гілок і помітніші посеред листя).
Цвітіння відбувається з березня по вересень, хоча було помічено раннє цвітіння у грудні. Для розвитку квітки від пуп'янки до кінця цвітіння потрібно від 5 до 8 тижнів. Приблизно три тижні до розкриття квіток вони видають сильний мускусний запах. Розпускання квіток відбувається послідовно, починаючи з нижньої частини суцвіття і закінчуючи верхівкою протягом двох тижнів. При цвітінні квіти виробляють велику кількість нектару; деякі квіти виготовляють так багато, що він капає на землю. Після цвітіння старі суцвіття в'януть і скручуються до колосу, надаючи йому опушеного вигляду. Утворене від цього супліддя має приблизно еліпсоїдальну подобу, від 6 до 10 см заввишки і від 4 до 8 см завширшки. На колосі розвивається до 25 гладких еліптичних листянок, кожна з котрих містить до двох широких клиноподібних крилатих насінин. Одне польове дослідження виявило загалом вісім листянок на кожну плідну шишку. Спочатку вони вкриті тонким пушком та мають довжину від 2 до 4,5 см, висоту 1–1,8 см, виступаючи на 1–1,8 см. Пушок шишок згодом стирається, від чого вони стають гладкими. Шишки зазвичай лишаються закритими, поки не луснуть від жару пожеж.

### Насіння
Насіння банксії великої є найбільшим з усіх видів ряду Abietinae. Маючи довжину 2,8–3,9 см, ядро насінини складається з клиноподібного насіннєвого тіла, довжиною 1,4–1,8 см, шириною 0,4–0,9 см та крилом завширшки 2,7–3,3 см. Дерев'янистий розділювач насіння має той ж обрис, що й насінина, з відбитком там, де поруч із ним лежить тіло насіння. Яскраво-зелені сім'ядолі мають зворотнояйцеподібний вигляд, можуть бути опуклими або увігнутими, розміром від 1,6 до 2,2 см завдовжки і від 0,9 до 1,2 см завширшки. Вони виникають з кремезного стебла паростка, відомого як гіпокотиль, червоного кольору і вкритого короткими ворсинками. Вушочки сім'ядолів є 2 мм завдовжки. Листя паростків виступають на 0,6–0,8 см за сім'ядолі і розташовуються супротивно. Лінійні, довжиною від 1,4 до 1,6 см, із загнутими краями, вкриті білими ворсинками. Стебло зберігає червоний колір. Наступні пари листків послідовно довші.

## Таксономія
Перший відомий збір зразків банксії великої було здійснене ботаніком Фредом В. Хамфрісом 1965 року. Алекс Джордж висловив здивування щодо дотого, що рослину не визначив ніхто раніше, припустивши, що, можливо, їх зманула її подібність із B. leptophylla і B. sphaerocarpa. Алекс Джордж офіційно описав цей вид у своїй монографії 1981 року «The genus Banksia L.f. (Proteaceae)» на основі зразка, зібраного ним вздовж шосе Бранд, за 76 км на північ від поселення Реґанс-Форд, 14 травня 1969 року. Він помістив вид в однойменний підрід Banksia (через її квітконіс), в секцію Oncostylis та у відроджену серію Abietinae, яку він обмежив наявністю лише видів із круглими плодами. Вона опинилася у філетичному порядку поміж B. micrantha та B. leptophylla. Видовий епітет походить від латинського grossus («крупний, великий»), що стосується розмірів її листя, квітів і плодів, які, як зауважив Алекс Джордж, були крупнішими, ніж в інших представників серії Abietinae.
Системування Алекса Джорджа залишалося актуальним до 1996 року, коли Кевін Тіле і Полін Ладіджес опублікували системування, засноване на кладистистичному розборі морфологічних рис. Вони зберегли підроди Алекса Джорджа та багато його серій, але відкинули його секції. Виявилося, що Banksia ser. Abietinae є майже монофілетичною, тож її визначення зберегли. Далі серія ділиться на чотири субклади, тому Тіле і Ладіджес розділили його на чотири підсерії. Банксія велика виявилася базальним видом другої з підсерій:

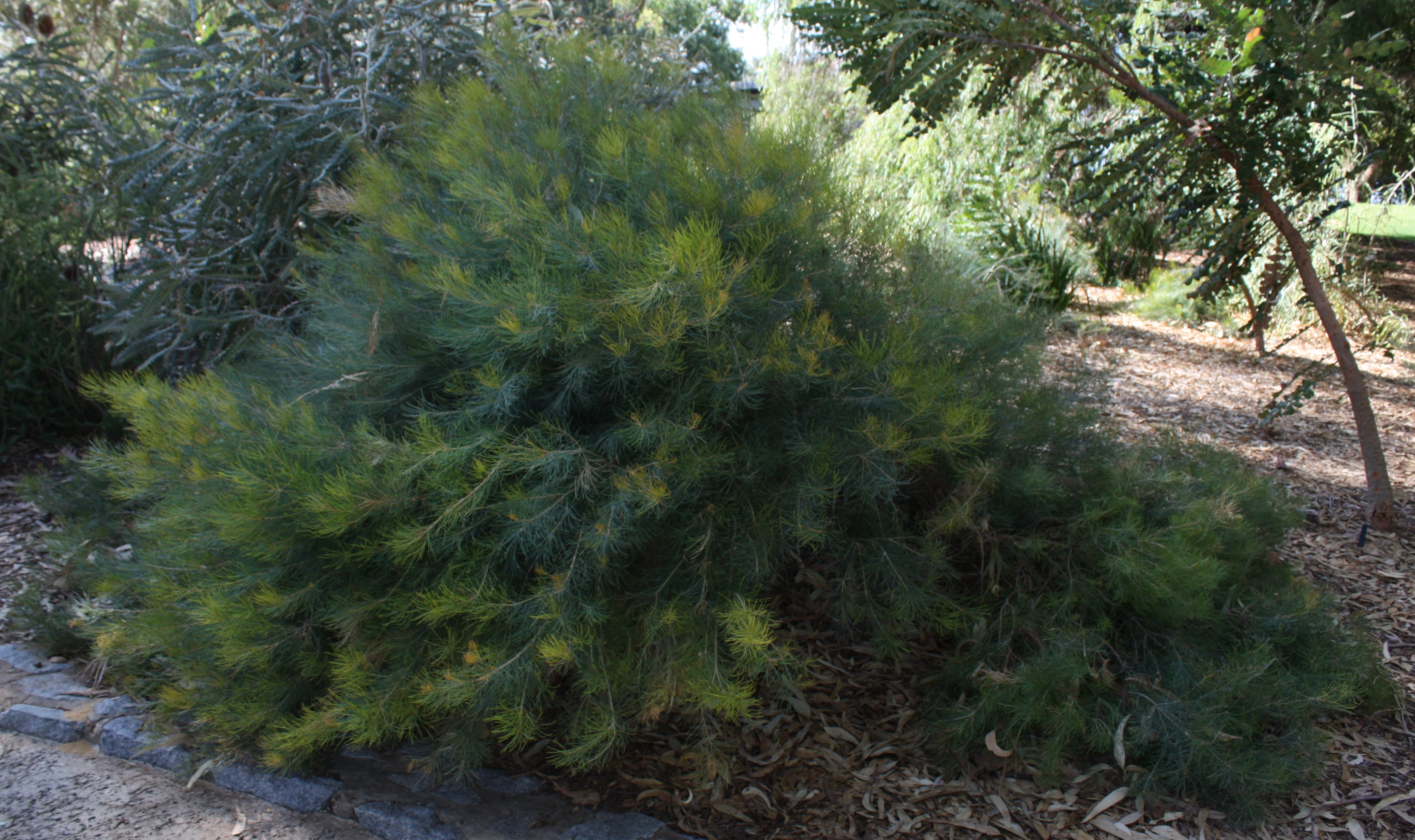
Типовий кущ банксії; насадження у Кінґс-Парк, Перт, Західна Австралія.

|  | B. micrantha                                                                                      |
|  |                                                                                                   |
|  | \| \| B. sphaerocarpa var. sphaerocarpa \| \| \| \| \| \| B. sphaerocarpa var. caesia \| \| \| \| |
|  |                                                                                                   |
|  | B. sphaerocarpa var. sphaerocarpa                                                                 |
|  |                                                                                                   |
|  | B. sphaerocarpa var. caesia                                                                       |
|  |                                                                                                   |

|  | B. sphaerocarpa var. sphaerocarpa |
|  |                                   |
|  | B. sphaerocarpa var. caesia       |
|  |                                   |

|  | B. micrantha                                                                                      |
|  |                                                                                                   |
|  | \| \| B. sphaerocarpa var. sphaerocarpa \| \| \| \| \| \| B. sphaerocarpa var. caesia \| \| \| \| |
|  |                                                                                                   |
|  | B. sphaerocarpa var. sphaerocarpa                                                                 |
|  |                                                                                                   |
|  | B. sphaerocarpa var. caesia                                                                       |
|  |                                                                                                   |

|  | B. sphaerocarpa var. sphaerocarpa |
|  |                                   |
|  | B. sphaerocarpa var. caesia       |
|  |                                   |

|  | B. micrantha                                                                                      |
|  |                                                                                                   |
|  | \| \| B. sphaerocarpa var. sphaerocarpa \| \| \| \| \| \| B. sphaerocarpa var. caesia \| \| \| \| |
|  |                                                                                                   |
|  | B. sphaerocarpa var. sphaerocarpa                                                                 |
|  |                                                                                                   |
|  | B. sphaerocarpa var. caesia                                                                       |
|  |                                                                                                   |

|  | B. sphaerocarpa var. sphaerocarpa |
|  |                                   |
|  | B. sphaerocarpa var. caesia       |
|  |                                   |

|  | B. micrantha                                                                                      |
|  |                                                                                                   |
|  | \| \| B. sphaerocarpa var. sphaerocarpa \| \| \| \| \| \| B. sphaerocarpa var. caesia \| \| \| \| |
|  |                                                                                                   |
|  | B. sphaerocarpa var. sphaerocarpa                                                                 |
|  |                                                                                                   |
|  | B. sphaerocarpa var. caesia                                                                       |
|  |                                                                                                   |

|  | B. sphaerocarpa var. sphaerocarpa |
|  |                                   |
|  | B. sphaerocarpa var. caesia       |
|  |                                   |

Ця клада стала основою для нової підсерії Sphaerocarpae, яку Тіле визначив як таку, що містить види з дерев'янистими коренеплодами, маточками, що вільно закручуються навколо супліддя (хоча у B. micrantha ця ознака була зворотною) та «поперечно вирівняні клітини внутрішньої поверхні насіннєвого крила». Інші види, крім B. grossa, також мають плечові листянки.
Ставлячи під сумнів кладистику в системуванні Тіле і Ладігеса, 1999 року Алекс Джордж оприлюднив злегка змінену версію свого попереднього системування у серії своїх монографій «Флора Австралії» (Flora of Australia). Положення B. grossa було таким самим, як і 1981 року, за винятком того, що B. telmatiaea було переміщено між нею і B. leptophylla. Положення B. grossa в системуванні Алекса Джорджа 1999 року можна резюмувати наступним чином:

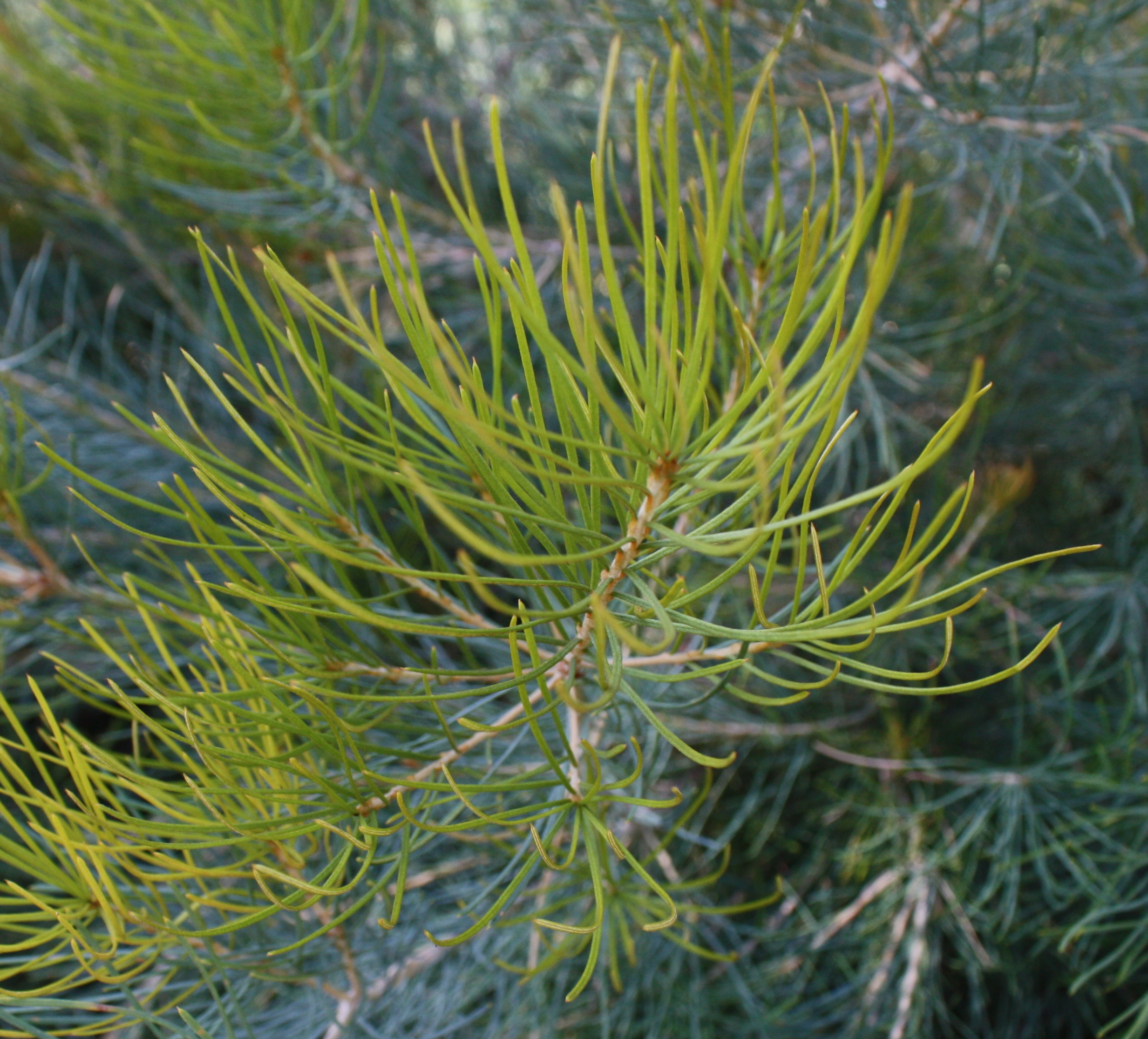
Молоде листя

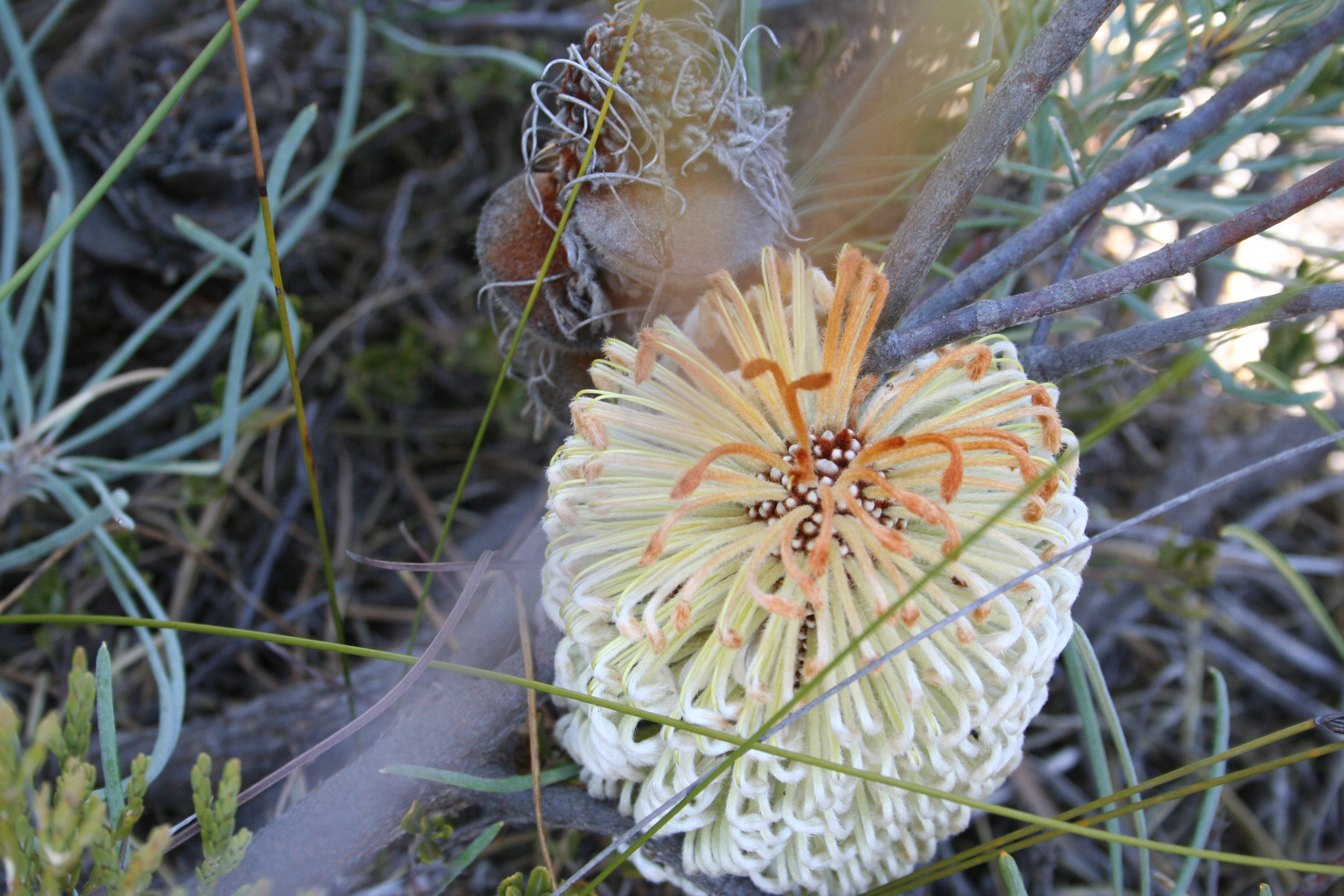
Суцвіття з ранніми пуп'янками спереду, стара шишка з листянками ззаду

Banksia
B. subg. Banksia
B. sect. Banksia (9 серій, 50 видів, 9 підвидів, 3 різновиди)
B. sect. Coccinea (1 вид)
B. sect. Oncostylis
B. ser. Spicigerae (7 серій, 2 підвиди, 4 різновиди)
B. ser. Tricuspidae (1 вид)
B. ser. Dryandroideae (1 вид)
B. ser. Abietinae
B. sphaerocarpa (5 різновидів)
B. micrantha
B. grossa
B. telmatiaea
B. leptophylla (2 різновиди)
B. lanata
B. scabrella
B. violacea
B. incana
B. laricina
B. pulchella
B. meisneri (2 підвиди)
B. nutans (2 різновиди)
B. subg. Isostylis (3 види)
З 1998 року Остін Мест публікує висліди кладістичного розбору даних щодо секвенування ДНК підтриби Banksiinae. Його розбір передбачає філогенію, яка сильно відрізняється від системування Алекса Джорджа. Передбачається, що B. grossa є сестринською до політомічної клади, що складається з B. leptophylla, B. telmatiaea, B. scabrella та B. lanata:

|  | \| \| B. telmatiaea \| \| \| \| \| \| B. scabrella \| \| \| \| \| \| B. leptophylla var. melletica \| \| \| \| \| \| B. leptophylla var. leptophylla \| \| \| \| \| \| B. lanata \| \| \| \| |
|  | |
|  | B. grossa |
|  | |
|  | B. telmatiaea |
|  | |
|  | B. scabrella |
|  | |
|  | B. leptophylla var. melletica |
|  | |
|  | B. leptophylla var. leptophylla |
|  | |
|  | B. lanata |
|  | |

На початку 2007 року Мест і Тіле започаткували реорганізацію Banksia, об'єднавши з нею серію Dryandra та визначивши B. subg. Spathulatae для таксону з ложкоподібними сім'ядолями. Вони передбачають погодження повного системування по завершенню відбору ДНК серії Dryandra надалі; тим часом, якщо номенклатурні зміни Маста і Тіле прийняти за тимчасове системування, то B. grossa поміщається в B. subg. Spathulatae.

## Поширення
Банксія велика переважно зустрічається на захід північніше від поселення Янданука, на півдні до національного парку Бадґінґарра і на сході майже до поселення Куров. Вона зростає на неглибокому шарі піску над латеритом або ж на просто глибокому піску, а іноді і на латеритних пагорбах, на плоскій або трохи горбистій місцевості, серед квонґанових чагарників. Близько 40 % рослин ростуть уздовж узбіч доріг.

## Екологія
Банксія велика проростає з дерев'янистого коренеплоду після лісової пожежі. Кущі несуть відносно невелику кількість насіння порівняно з іншими видами рослин, що відновлюються тим же чином після лісових пожеж. Польове дослідження в Енеаббі показало, що кущі дають від 30 до 90 насінин на рослину. Насіння на рослинах з меншою ймовірністю з'їдається тваринами, ніж насіння, що лежить у сплячому стані в ґрунті, і, отже, частіше виживає, щоб дати майбутні сходи. Для популяцій B. grossa, що повторно проростають, сприятливішими є триваліші інтервали між пожежами, оскільки їхній банк насіння накопичується довше, ніж в інших видів. Листянки зазвичай відкриваються після лісової пожежі, вивільняючи насіння, яке проростає після порушення. Види зі стійкими квітками на старих колосках часто потрібні вищі температури для відкриття листянок; лабораторні випробування показали 50 % відкриття після дії 270 °C та 90 % після 400 °C.
Листя банксії великої пристосоване до сухого клімату. Нижня поверхня листків захищена завдяки сильно загорненими донизу краями, які сягають майже середньої жилки. Трихоми (листові ворсинки) проходять уздовж середньої жилки і по краях, додатково захищаючи поверхню, на якій розташовані продихи, тим самим зводячи до мінімуму втрату води. Кладистичний розбір показує, що у цього виду та його родичів із серії Abietinae розвинулося довге вузьке листя із загорнутими краями, оскільки вони поширилися у сухішому кліматі на південному заході Австралії, розвинувшись від предків із ширшим листям.
Суцвіття є дуже привабливими для комах. Було помічено рідкісний вид австралійських бджіл Hylaeus globuliferus. Також велика кількість сонечок п'є нектар цього виду, нехтуючи при цьому суцвіття Banksia attenuata, що росте в тому ж ареалі. Серед хребетних тварин було помічено сумчатого білохвостого данарта (Sminthopsis granulipes). Пилок було виявлено на морді цієї тварини та в екскрементах кількох інших видів хижих сумчастих, що дозволяє припустити, що ці тварини, ймовірно, є запилювачами видів Banksia загалом. Утім згадувань щодо запилювачів цього виду у праці «The Banksia Atlas» не помічено.
Банксія велика є одним із п'яти близьких видів банксії, що мають дуже незвичайний квітковий нектар. Тим часом як інші види банксії виробляють прозорий і водянистий нектар, спершу від блідо-жовтий, але поступово темнішає і густішає, перетворюючись на густий оливково-зелений слиз протягом одного-двох днів після секреції і зрештою стаючи майже чорною желеподібною грудкою, що прилипає до основи квітки. Вперше це відзначив Байрон Ламонт 1980 року, пояснивши це ціанобактеріями, що харчуються цукроми нектару. Відзначивши, що у багатьох цих ціанобактерій були гетероцисти, він припустив, що вони допомагають рослині, ловлячи атмосферний азот, який потім змивається дощем з квіток і поглинається протеоїдним корінням. Цей передбачуваний симбіоз було досліджено Барреттом і Ламонтом 1985 року, але так і не було виявлено жодних доказів фіксації азоту. Подальше дослідження Маркі і Ламонта 1996 року показало, що зміна кольору не викликана ціанобактеріями чи іншими мікроорганізмами в нектарі, а є скоріше «хімічним явищем рослинного походження». Досліди показали, що нектар мав високий рівень цукру та вільних амінокислот, але три з цих видів, включаючи B. sphaerocarpa, згодом показали нормальний вміст цукру в нектарі. Призначення кольорового нектару незрозуміле, особливо тому, що запилювачі, такі як нічні савці, не зважають на колір. Однак нектар, який стає помітнішим на вигляд або запах у міру дозрівання, може спонукати запилювачів віддати йому перевагу перед свіжішим нектаром. Також можливо, що зміна кольору не пов'язана із запиленням.

## Застосування в садівництві
Банксію велику культивують через її красиве голчасте листя і іржаво-коричневі квітконоси, які можуть бути дуже різноманітних відтінків. Цей вид віддає перевагу добре дренованим піщаним або суглинистим кислим ґрунтам з pH від 5,5 до 7, у добре освітлених сонцем місцях. Після встромлення коренів у землю здатна переносити посушливість. Рослину можна сильно обрізати, бо вона легко відросте зі свого дерев'янистого корнеплоду.
Розмноження здійснюється тільки насінням. Насіння не вимагає будь-якої обробки перед посівом, а для проростання потрібно близько 14 днів. Рослина зростає повільно та їй необхідно від 5 до 7 років, щоб досягти зрілості і почати квітнути.

## Відображення у культурі
Банксію велику було зображено на австралійській поштовій марці 2018 року.